# Adenanthera microsperma
Adenanthera microsperma är en ärtväxtart som beskrevs av Johannes Elias Teijsmann och Simon Binnendijk. Adenanthera microsperma ingår i släktet Adenanthera och familjen ärtväxter. Inga underarter finns listade i Catalogue of Life.